# Неферздорф
Неферздорф (њем. Neversdorf) општина је у њемачкој савезној држави Шлезвиг-Холштајн. Једно је од 95 општинских средишта округа Зегеберг. Према процјени из 2010. у општини је живјело 741 становника. Посједује регионалну шифру (AGS) 1060062.

## Географски и демографски подаци
Неферздорф се налази у савезној држави Шлезвиг-Холштајн у округу Зегеберг. Општина се налази на надморској висини од 31 метра. Површина општине износи 7,2 km². У самом мјесту је, према процјени из 2010. године, живјело 741 становника. Просјечна густина становништва износи 103 становника/km².